# Deirdre

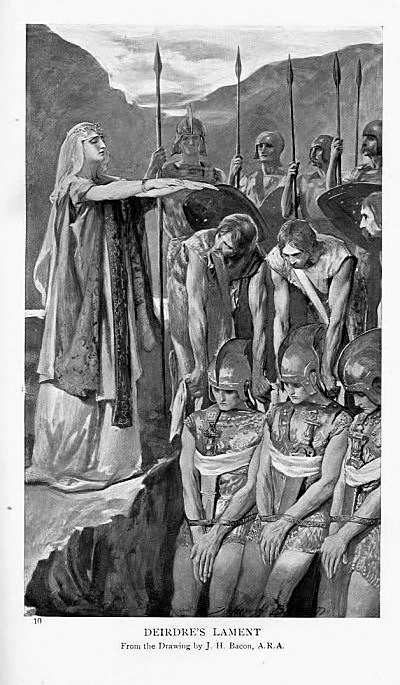
Il lamento di Deirdre, dipinto da J.H. Bacon attorno al 1905

Deirdre o Derdriu è un'eroina tragica della mitologia irlandese. La sua storia fa parte del Ciclo dell'Ulster.

## Storia
Deirdre era la figlia del bardo Fedlimid mac Daill. Quando nacque, il druido Cathbad profetizzò che sarebbe stata davvero bella e che re e lord avrebbero guerreggiato per lei e che a causa sua i più tre grandi guerrieri dell'Ulster sarebbero stati costretti all'esilio. Conchobar mac Nessa, re dell'Ulster, decise di farla educare in reclusione dall'anziana Leabharcham per poi sposarla quando fosse stata abbastanza grande. Tuttavia, lei incontrò, si innamorò e fuggì con il giovane guerriero, cacciatore e cantore Naoise, accompagnati dai due fratelli di lui, i figli di Uisnech. Fuggirono in Scozia, ma il re locale cercò di uccidere Naoise e i suoi fratelli così da avere Deirdre per sé. Alla fine si rifugiarono in una remota isola, dove furono però rintracciati da Conchobar.
Egli inviò Fergus mac Róich che assicurò loro un ritorno sicuro in patria. Alla fine però, Conchobar venne meno alla promessa e affrontò i tre fratelli davanti a Emain Macha. Éogan mac Durthacht uccise Naoise e anche i suoi fratelli caddero nello scontro. Oltraggiato dal fatto che la sua parola era stata infranta, Fergus andò in esilio con i suoi seguaci nel Connacht e combatté contro l'Ulster per Ailill e Medb nel Táin Bó Cúailnge.
Frustrato dallo scarso amore di Deirdre per lui, Conchobar la offrì a Éogan mac Durthacht, l'uccisore di Naoise. A questo punto lei si suicidò. In versioni più tarde di questa vicenda, Deirdre invece morì devastata dal dolore.

## Riferimenti culturali
William Butler Yeats ha dedicato al personaggio di Deirdre uno dei suoi Drammi celtici.
La marina militare irlandese ha chiamato in suo onore la motovedetta LÉ Deirdre.
Un cratere sulla superficie di Europa porta il suo nome.